# 翁泓阳
翁泓阳（1999年6月18日—），中华人民共和国羽毛球男运动员。

## 簡歷
2019年3月，翁泓阳出戰中國陵水羽毛球大師賽，在男子單打決賽擊敗隊友刘海超，贏得冠軍。
2022年4月，翁泓阳以替補出戰韓國公開賽，並一路爆冷晉級決賽。最終以2比1（12-21、21-19、21-15）逆轉印尼的喬納坦·克里斯蒂奪冠。4月，翁泓阳從亞洲錦標賽資格賽晉級後，接連擊敗斯里坎特·基達姆比、A·S·金廷等成名已久的選手晉級四強，最終以11－21、19－21負於馬來西亞的李梓嘉。

## 主要比賽成績
只列出曾進入準決賽的國際賽事成績：
| 年份   | 賽事                 | 公開賽級別 | 項目     | 成績   |
| ------ | -------------------- | ---------- | -------- | ------ |
| 2019年 | 中國陵水羽毛球大師賽 | 超級100賽  | 男子單打 | 冠軍   |
| 2019年 | 白俄羅斯羽毛球國際賽 | 國際系列賽 | 男子單打 | 準決賽 |
| 2019年 | 薩洛盧羽毛球公開賽   | 超級100賽  | 男子單打 | 亞軍   |
| 2021年 | 湯姆斯杯             | 其他       | 男子團體 | 亞軍   |
| 2022年 | 韓國羽毛球公開賽     | 超級500賽  | 男子單打 | 冠軍   |
| 2022年 | 亞洲羽毛球錦標賽     | 其他       | 男子單打 | 季軍   |
| 2022年 | 越南羽毛球公開賽     | 超級100賽  | 男子單打 | 準決賽 |
| 2022年 | 瑪琅羽毛球國際挑戰賽 | 國際挑戰賽 | 男子單打 | 冠軍   |
| 2023年 | 馬來西亞羽毛球大師賽 | 超級500賽  | 男子單打 | 亞軍   |
| 2023年 | 澳洲羽毛球公開賽     | 超級500賽  | 男子單打 | 冠軍   |
| 2023年 | 亞洲運動會羽毛球比賽 | 其他       | 男子團體 | 金牌   |
| 2023年 | 丹麥羽毛球公開賽     | 超級750賽  | 男子單打 | 冠軍   |
| 2024年 | 亞洲羽毛球團體錦標賽 | 其他       | 男子團體 | 冠軍   |
| 2024年 | 汤姆斯盃             | 其他       | 男子團體 | 冠軍   |
| 2024年 | 中國羽毛球公開賽     | 超級1000賽 | 男子單打 | 冠軍   |
| 2025年 | 印度羽毛球公開賽     | 超級750賽  | 男子單打 | 準決賽 |
| 2025年 | 瑞士羽毛球公開賽     | 超級300賽  | 男子單打 | 冠軍   |
| 2025年 | 蘇迪曼盃             | 其他       | 混合團體 | 冠軍   |

| 2018-2026年 | 總決賽 | 超級1000賽 | 超級750賽 | 超級500賽 | 超級300賽 | 超級100賽 | 國際挑戰賽 | 國際系列賽 | 未來系列賽 | 其他 |

### 世界冠軍頭銜
翁鴻陽在羽毛球生涯中共奪得2項羽毛球世界冠軍頭銜。
| 賽事     | 奪冠次數 | 年份               |
| -------- | -------- | ------------------ |
| 湯姆斯盃 | 1        | 2024年（男子團體） |
| 蘇迪曼盃 | 1        | 2025年（混合團體） |
| 總計     | 2        |                    |